# Kaapverdische gierzwaluw
De Kaapverdische gierzwaluw (Apus alexandri) is een vogel uit de familie van de gierzwaluwen (Apodidae).

## Verspreiding en leefgebied
Deze soort is endemisch in Kaapverdië.